# بول كارير
بول كارير (Paul Karrer) هو كيميائي سويسري ولد في 21 ابريل 1889 في موسكو وتوفي في زيورخ في 18 يونيو 1971 . عرف بأعماله حول الفيتامينات.

## حياته
ولد بول في موسكو لأبوين سويسرين بول كارير (Paul Karrer) وجولي لارش (Julie Lerch). عاد والداه إلى سويسرا سنة 1892. درس بول في ويلدغ ومن ثم في لانزبرغ التي تخرج منها سنة 1908. درس بعد ذلك الكيمياء في جامعة زيورخ عند ألفرد فرنر المتحصل على جائزة نوبل في الكيمياء سنة 1913. بعد تحصله على الدكتوراه سنة 1911 عمل كمساعدا في معهد الكيمياء. تحصل بعد ذلك على وظيفة كيميائي في جورج سباير هوس وعمل تحت بول إرليخ الحائزة على جائزة نوبل في الطب سنة 1908. في سنة 1919 تحصل على منصب كيميائي وكذلك مدير معهد الكيمياء.
أصدر العديد من المقالات العلمية أهمها (Lehrbuch der Organaischen Chemie) دليل الكيمياء العضوية.
تحصل على جائزة نوبل في الكيمياء سنة 1937 متقاسما إياها مع ولتر هاوارث.

## روابط خارجية
- بول كارير على موقع الموسوعة البريطانية (الإنجليزية)
- بول كارير على موقع مونزينجر (الألمانية)
- بول كارير على موقع إن إن دي بي (الإنجليزية)